# Yuku Nu Kaxin
Yuku Nu Kaxin är en ort i Mexiko.   Den ligger i kommunen Cochoapa el Grande och delstaten Guerrero, i den sydöstra delen av landet, 270 km söder om huvudstaden Mexico City. Yuku Nu Kaxin ligger 1 755 meter över havet och antalet invånare är 130.
Terrängen runt Yuku Nu Kaxin är kuperad österut, men västerut är den bergig. Runt Yuku Nu Kaxin är det ganska glesbefolkat, med 43 invånare per kvadratkilometer. Närmaste större samhälle är Yuvinani, 11,5 km norr om Yuku Nu Kaxin. I omgivningarna runt Yuku Nu Kaxin växer huvudsakligen savannskog.